# Radiomast

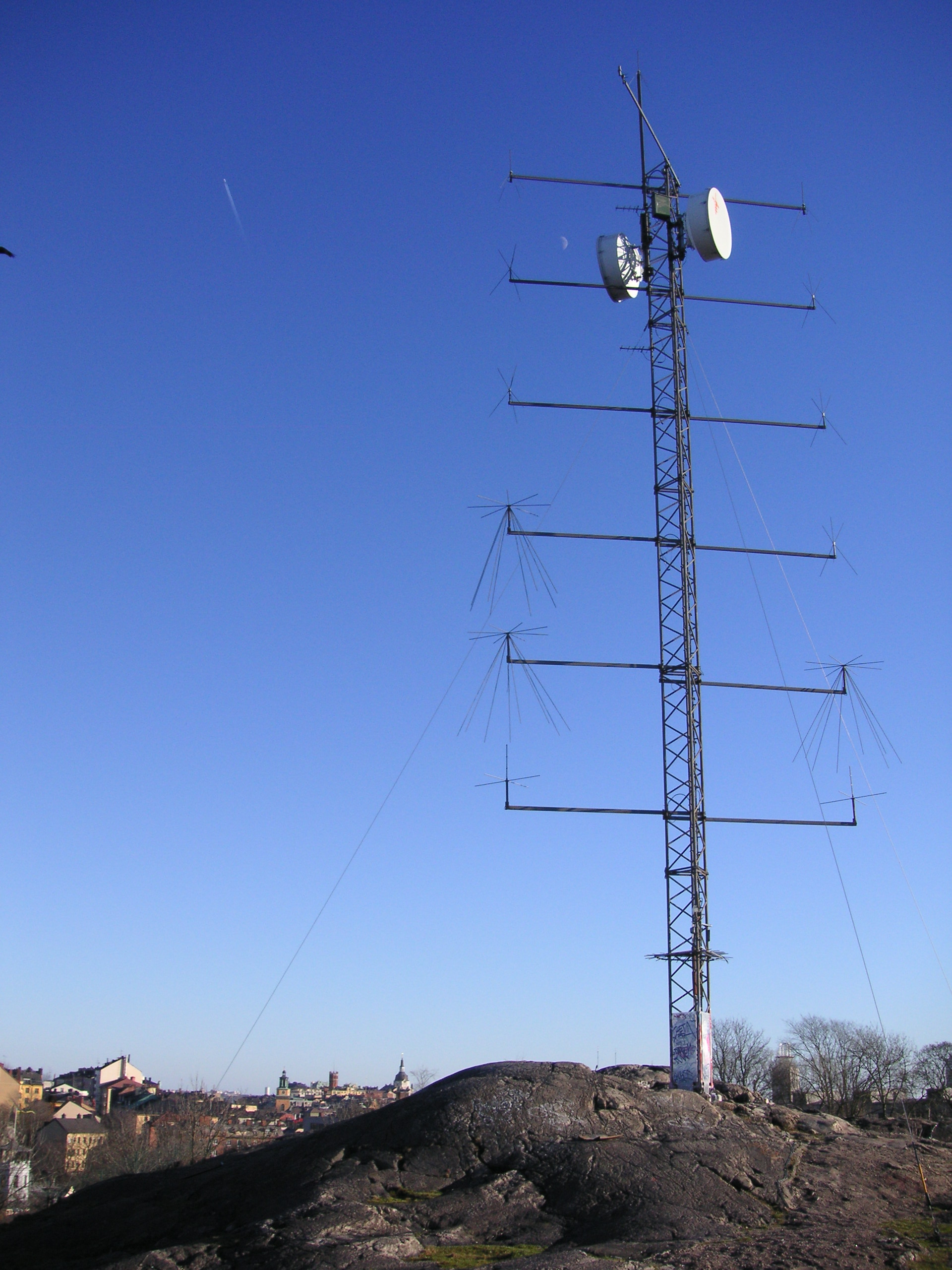
Mast i centrala Stockholm på Skinnarviksberget

En radiomast är en konstruktion på vilken antenner för utsändning och mottagning av  radiovågor monteras. En mast är stagad med vajrar till skillnad från ett torn som är fristående.
Vid dimensionering av master och torn är de viktigaste parametrarna höjd, utböjning och vridning. Höjden avgörs av hur högt en antenn måste placeras för att få önskad räckvidd. Med ökad höjd blir masten vekare och vindlasten påverkar antennernas stabilitet mer ju högre de är monterade. Både vridning och utböjning påverkas av antennens effektiva vindarea. Den effektiva vindarean är det vindfång som antennens storlek och utformning utgör.
Utböjningen är ett mått på hur böjd masten eller tornet blir vid en viss vindhastighet och vindlast. Vindlasten är en kombination av det vindfång som mast-/tornkonstruktionen och samtliga antenner utgör. Ett enkelt torn med en enda antenn i toppen åskådliggör detta. Vid vind rakt framifrån i antennens riktning böjs tornet proportionellt med vindhastigheten.
Vridningen är motsvarande mått på hur tornet vrids vid vind från sidan. Vridning och utböjning i kombination ger en viss maximal deviation från idealriktningen vid en given vindhastighet.
Radiomaster och -torn kallas ibland antennbärare i branschen.